# Station Merchtem
Het station Merchtem is een spoorwegstation in de gemeente Merchtem op spoorlijn 60 (Jette-Dendermonde).
Sinds 28 juni 2013 zijn de loketten van dit station gesloten en is het een stopplaats geworden. Voor de aankoop van allerlei vervoerbewijzen kan men bij voorkeur terecht aan de biljettenautomaat die ter beschikking staat, of via andere verkoopskanalen.

## Treindienst
| Serie | Treinsoort | Route                                                                                         | Bijzonderheden |
| ----- | ---------- | --------------------------------------------------------------------------------------------- | --- |
| S 3   | GEN (NMBS) | [ Denderleeuw – ] Geraardsbergen – Brussel-Zuid – [ Merchtem – Dendermonde ] / [ Schaarbeek ] | Rijdt tijdens de spits vanaf/naar Denderleeuw. Tijdens de spits extra ritten Geraardsbergen-Schaarbeek. Rijdt tijdens het weekend Denderleeuw-Brusssel-Noord. |
| S 10  | GEN (NMBS) | Dendermonde – Merchtem – Brussel-West – Brussel-Zuid – Aalst                                  | Tijdens de spits extra ritten Aalst-Brussel-Zuid |

## Galerij

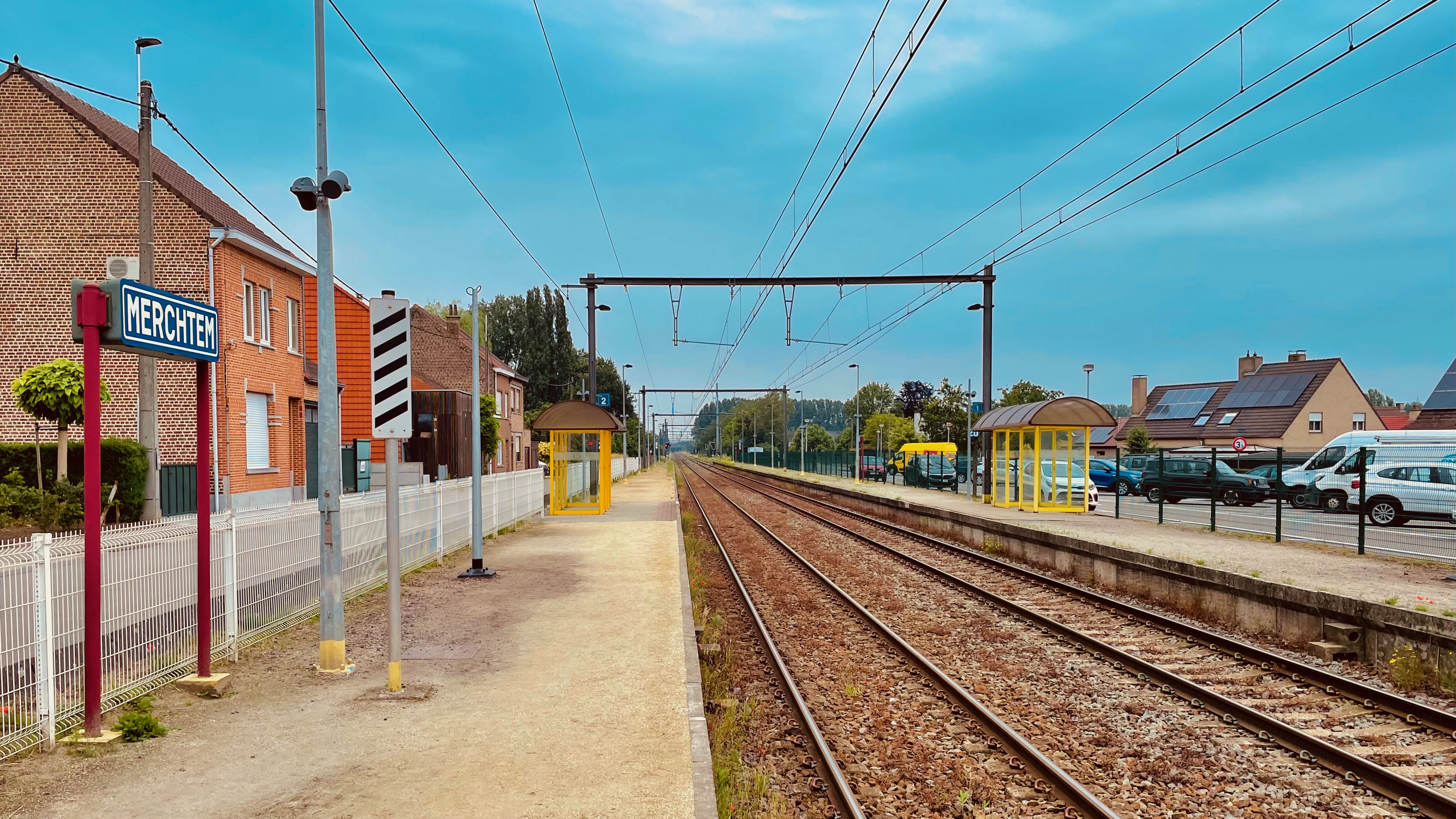
Zicht op het perron
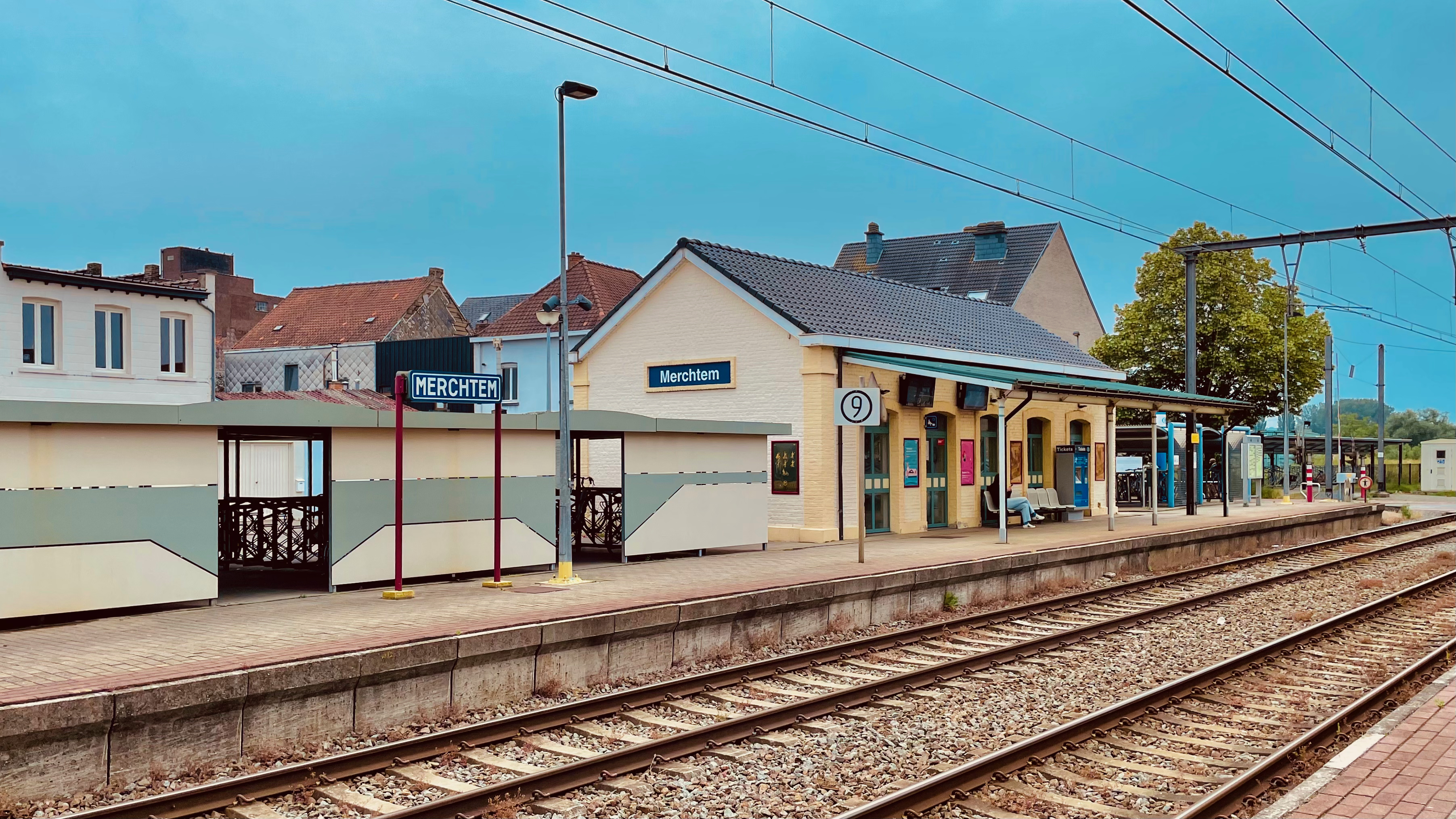
Het stationsgebouw
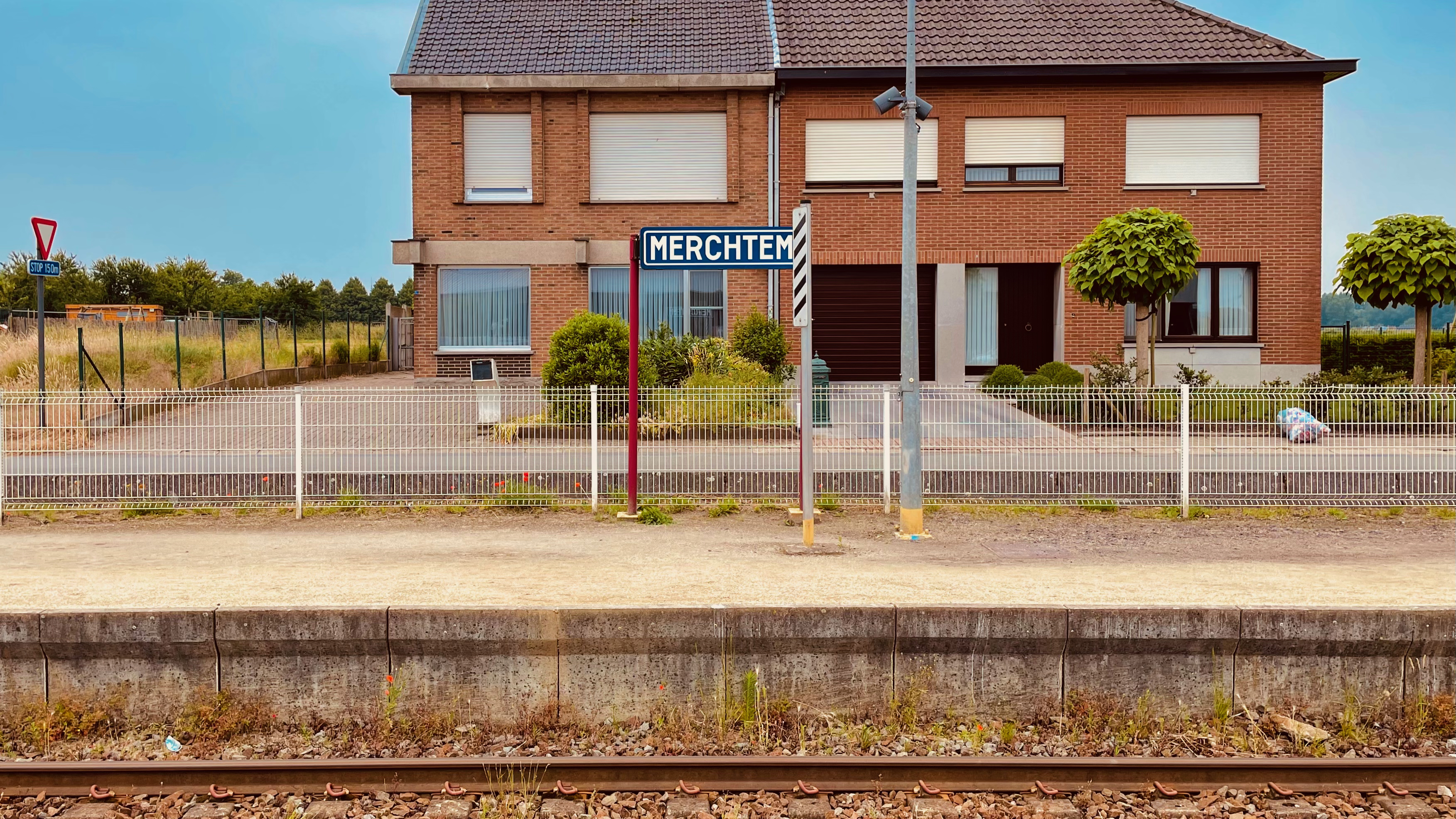
Plaatsnaambord op het perron
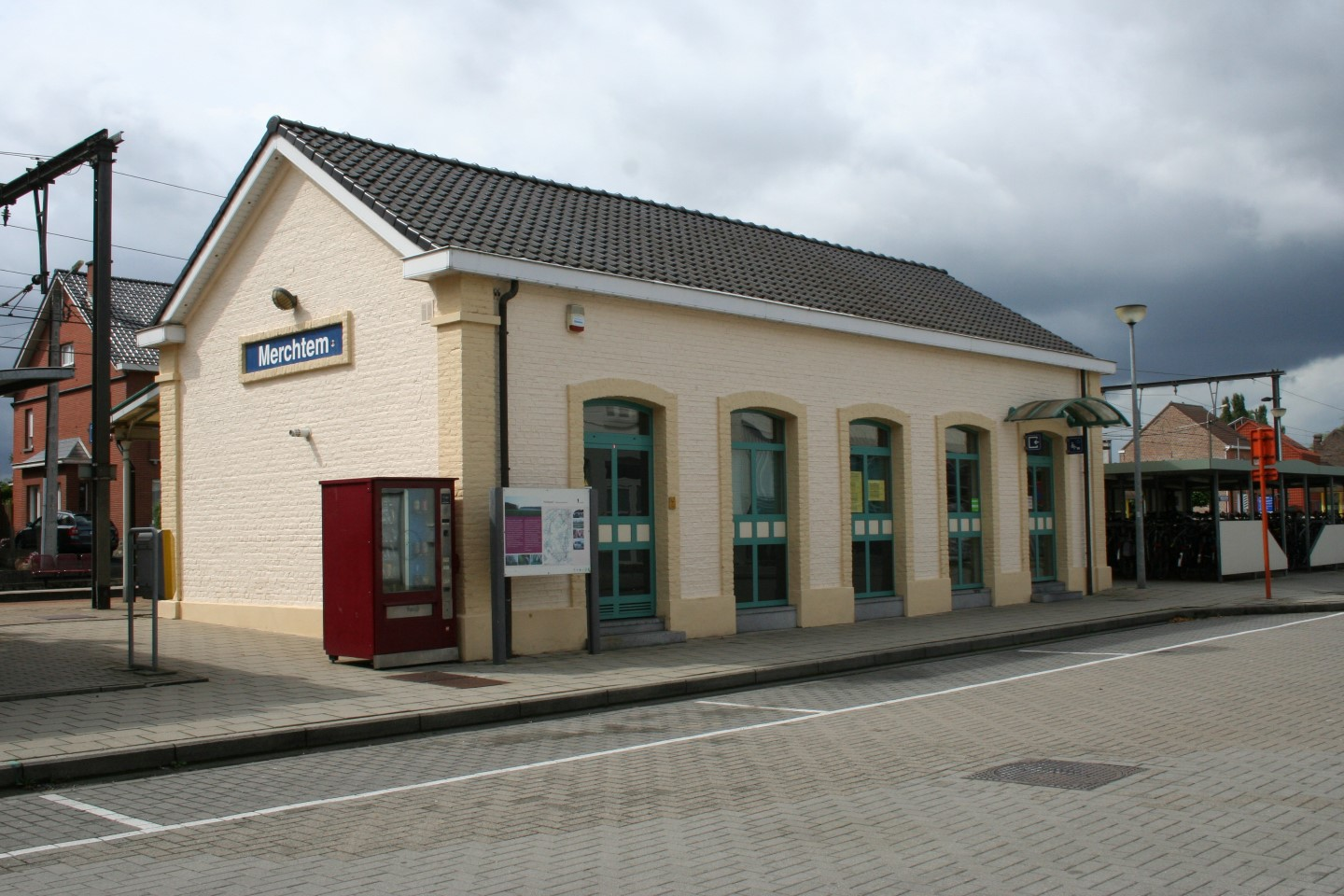
Het station (2015)

## Reizigerstellingen
De grafiek en tabel geven het gemiddeld aantal instappende reizigers weer op een week-, zater- en zondag.
| Tabel: aantal instappende reizigers station Merchtem | Tabel: aantal instappende reizigers station Merchtem | Tabel: aantal instappende reizigers station Merchtem | Tabel: aantal instappende reizigers station Merchtem |
|                                                      | Weekdag                                              | Zaterdag                                             | Zondag                                               |
| ---------------------------------------------------- | ---------------------------------------------------- | ---------------------------------------------------- | ---------------------------------------------------- |
| 1977                                                 | 817                                                  | 131                                                  | 79                                                   |
| 1978                                                 | 767                                                  | 164                                                  | 129                                                  |
| 1979                                                 | 794                                                  | 124                                                  | 92                                                   |
| 1980                                                 | 759                                                  | 124                                                  | 109                                                  |
| 1981                                                 | 812                                                  | 148                                                  | 82                                                   |
| 1982                                                 | 823                                                  | 140                                                  | 102                                                  |
| 1983                                                 | 840                                                  | 134                                                  | 98                                                   |
| 1984                                                 | 825                                                  | 81                                                   | 56                                                   |
| 1985                                                 | 769                                                  | 112                                                  | 147                                                  |
| 1986                                                 | 554                                                  | 129                                                  | 89                                                   |
| 1987                                                 | 696                                                  | 123                                                  | 107                                                  |
| 1988                                                 | 679                                                  | 114                                                  | 89                                                   |
| 1989                                                 | 510                                                  | 131                                                  | 89                                                   |
| 1990                                                 | 645                                                  | 104                                                  | 78                                                   |
| 1991                                                 | 545                                                  | 109                                                  | 80                                                   |
| 1992                                                 | 560                                                  | 96                                                   | 85                                                   |
| 1993                                                 | 639                                                  | 136                                                  | 120                                                  |
| 1994                                                 | 568                                                  | 89                                                   | 80                                                   |
| 1995                                                 | 533                                                  | 60                                                   | 80                                                   |
| 1996                                                 | 630                                                  | 71                                                   | 78                                                   |
| 1997                                                 | 589                                                  | 76                                                   | 72                                                   |
| 1998                                                 | 844                                                  | 96                                                   | 77                                                   |
| 1999                                                 | 691                                                  | 79                                                   | 67                                                   |
| 2000                                                 | 713                                                  | 75                                                   | 84                                                   |
| 2001                                                 | 701                                                  | 82                                                   | 86                                                   |
| 2002                                                 | 690                                                  | 95                                                   | 70                                                   |
| 2003                                                 | 728                                                  | 84                                                   | 98                                                   |
| 2004                                                 | 696                                                  | 91                                                   | 56                                                   |
| 2005                                                 | 739                                                  | 74                                                   | 90                                                   |
| 2006                                                 | 755                                                  | 140                                                  | 82                                                   |
| 2007                                                 | 928                                                  | 116                                                  | 122                                                  |
| 2008                                                 | -                                                    | -                                                    | -                                                    |
| 2009                                                 | 883                                                  | 91                                                   | 80                                                   |
| 2010                                                 | -                                                    | -                                                    | -                                                    |
| 2011                                                 | -                                                    | -                                                    | -                                                    |
| 2012                                                 | 925                                                  | 77                                                   | 103                                                  |
| 2013                                                 | 928                                                  | 151                                                  | 96                                                   |
| 2014                                                 | 913                                                  | 128                                                  | 105                                                  |
| 2015                                                 | 752                                                  | 159                                                  | 178                                                  |
| 2016                                                 | 820                                                  | 154                                                  | 159                                                  |
| 2017                                                 | 755                                                  | 163                                                  | 186                                                  |
| 2018                                                 | 727                                                  | 244                                                  | 136                                                  |
| 2019                                                 | 799                                                  | 180                                                  | 179                                                  |
| 2020                                                 | 494                                                  | 160                                                  | 105                                                  |
| 2021                                                 | -                                                    | -                                                    | -                                                    |
| 2022                                                 | 1 193                                                | 389                                                  | 317                                                  |
| 2023                                                 | 1 191                                                | 171                                                  | 167                                                  |
| 2024                                                 | 1 163                                                | 209                                                  | 190                                                  |

0,0: Jette ·
1,0: Ganshoren ·
2,3: Zellik-Renbaan ·
5,4: Zellik ·
7,7: Walfergem ·
9,6: Asse ·
13,1: Mollem ·
15,5: Merchtem ·
16,7: Droeshout ·
19,1: Opwijk ·
21,8: Heizijde ·
24,1: Lebbeke ·
26,3: Sint-Gillis ·
27,5: Dendermonde